# Lobelia nana
Lobelia nana là loài thực vật có hoa trong họ Hoa chuông. Loài này được Kunth mô tả khoa học đầu tiên năm 1819.